# Шайд (Айфель)
Шайд (нем. Scheid) — община в Германии, в земле Рейнланд-Пфальц.
Входит в состав района Вульканайфель. Подчиняется управлению Обере Килль. Население составляет 119 человек (на 31 декабря 2010 года). Занимает площадь 5,49 км².